# Albert Monteys
Albert Monteys i Homar (Barcelona, 15 de septiembre de 1971) es un historietista e ilustrador español, conocido sobre todo por sus trabajos para el semanario satírico El Jueves, revista de la que fue director desde 2006 hasta enero de 2011.

## Biografía

### Infancia y adolescencia
Albert Monteys empezó leyendo los tebeos en catalán que le compraban sus padres, como Cavall Fort y Tretzevents hasta que descubrió los de Bruguera, en especial Mortadelo y Filemón y Superlópez. Nunca dejó de gustarle Astérix.
Durante dos o tres años leyó bastantes cómics de superhéroes y entre los doce y los quince años, franco-belga, comprándose incluso el Spirou en francés. También hizo sus pinitos en la revista de la escuela.
Con Secret Wars, publicado por Forum en 1985, perdió el interés por el género de superhéroes, y se volvió hacia revistas como Cimoc hasta la publicación de Watchmen por Ediciones Zinco en 1987. Estudió un año en la Escuela Joso, sumándose a un fanzine de Mataró titulado Què trames?

### Inicios profesionales (1990-1995)
Mientras estudiaba el primer año de Bellas Artes en la Universidad de Barcelona, presentó unas muestras a la hoy en día desaparecida editorial barcelonesa Joc Internacional, especializada en juegos de rol y en wargames, aunque entonces apenas los conocía. Fue aceptado, y en el número 17 de su revista Líder, correspondiente a junio de 1990, apareció su primera tira de prensa, fechada en 1989, y germen de su tira bimestral del Tío Trasgo. Realizó también las ilustraciones de suplementos de juegos de rol, como por ejemplo El libro de los trolls, de la serie de suplementos para el juego de rol RuneQuest, y con el tiempo, Monteys llegó a ser encargado de producción de la editorial.
Paralelamente a su trabajo en el ámbito de los juegos de rol, Monteys trabó amistad con sus compañeros de facultad José Miguel Álvarez, Ismael Ferrer y Alex Fito, constituyendo con ellos el Colectivo La Penya Productions, cuyo tebeo Mondo Lirondo (Camaleón, 1993-1997) obtuvo el premio al mejor fanzine en el Salón del Cómic de Barcelona de 1994.
Obtenida la licenciatura en 1994, continuó ilustrando cubiertas e ilustraciones interiores de juegos de rol como ¡Niños! (creado por Francisco Franco Garea en 1994), Almogàvers (1995) y Tirant lo Blanc (1996), estos dos últimos diseñados por Enric Grau. En enero de 1996, con el número 51 de Líder, Monteys reemplazó su tira del Tío Trasgo por otra tira suya, titulada El Club.
Poco antes, había empezado también a colaborar con la revista infantil catalana "Tretzevents".

### La ardua profesionalización (1996-1998)
En 1996, Albert Monteys llevó un par de propuestas de series a Ediciones El Jueves, la cual lo contrató para su revista Puta Mili, que era donde tenía una vacante. Con vistas a su presentación en el Salón del Cómic de Barcelona de 1996, terminó en diez días Calavera Lunar, de la que sólo tenía previamente seis páginas y el guion, obteniendo el galardón a autor revelación y estando nominado, además, en las categorías de Mejor Obra y Mejor Guion. Empezó también la serie Paco's Bar para El Jueves, pero ante el poco éxito de la misma, le encargaron que realizara una serie protagonizada por un repartidor de pizzas: Tato, con moto y sin contrato, iniciada en diciembre de 1996.
En 1997 su ritmo de trabajo se volvió todavía más extenuante al convertirse en director de las revistas "Puta Mili" y "Penthouse Comix" y coordinador de "Zona X" y tener que realizar por las tardes la prestación social substitutoria, con lo que se vio obligado a dibujar sus historietas entre las diez de la noche y las cuatro de la madrugada. Llegó a plantearse dejar su trabajo en Ediciones El Jueves para afrontar proyectos más personales con Camaleón Ediciones.
En 1998, se incorporó al consejo de redacción de El Jueves, junto con Manel Fontdevila, con el objetivo de propiciar la llegada de nuevos autores: Darío Adanti, José Luis Ágreda, Lalo Kubala, Pedro Vera, Bernardo Vergara. También realizó en colaboración con Manel Fontdevila Para ti, que eres joven, así como historietas de temas de actualidad.

### Madurez (1999-presente)
Después de tres años, empezó por fin a pasarlo bien y a disfrutar de la estabilidad laboral conseguida. Para la revista infantil Mister K, recién nacida, creó la serie Carlitos Fax.
En enero de 2006, fue nombrado director de El Jueves, afrontando desde esta posición y año siguiente el secuestro y posterior condena de su revista por el delito de injurias al Príncipe Heredero. Retomó su Calavera Lunar para la gallega BD Banda.
En enero de 2011, dejó la dirección de "El Jueves" en manos de Maite Quílez para poder dedicar más tiempo a su labor como dibujante.

#### Abandono deEl Jueves
En junio de 2014, Monteys anunció su marcha de la revista después de que la editorial RBA no permitiera publicar una portada en la que se hacía referencia a la abdicación del rey de España, Juan Carlos I. La editorial, en un primer momento, negó haber recibido presiones de Zarzuela y adujo que el retraso en la salida de la revista (que llegó a los quioscos un día más tarde de lo habitual) y el cambio de portada se habían debido a problemas técnicos. Sin embargo, otras fuentes aseguraron que se habían llegado a imprimir 60 000 ejemplares en el momento en que se dio la orden de sustituir la portada. A Monteys le acompañaron en su marcha otros dibujantes de la revista, como Manel Fontdevila, Paco Alcázar y Bernardo Vergara. Junto a dichos dibujantes publicó el 18 de junio, el día anterior a la coronación de Felipe VI, un cómic digital especial para la ocasión llamado Orgullo y satisfacción que pasó a convertirse en publicación digital mensual en septiembre de 2014 hasta su cancelación en diciembre de 2017. En junio de 2014 la revista satírica mensual Mongolia anunció la incorporación de estos dibujantes.

#### ¡Universo!
En 2014 empieza a publicar en formato digital a través de Panel Syndicate la serie de ciencia ficción retrofuturista ¡Universo!, que en 2017 fue nominada al Premio Eisner en la categoría de «mejor cómic digital». y con la que obtuvo el premio Carlos Giménez al Mejor Webcomic o Cómic En línea.
En abril de 2018 Astiberri Ediciones comienza la publicación en papel del cómic, con el que suma tres nominaciones en los Premios Internacionales de la Crítica, obteniendo el galardón en la categoría de Mejor autor nacional y otros dos premios en la II edición de los Premios Carlos Giménez en las categorías de Mejor dibujante y Mejor obra nacionales.
En 2023 participó en el equipo de diseño de personajes de Robot Dreams, dirigida por Pablo Berger y nominada al Óscar a la mejor película de animación.

## Obra
| Años          | Título                                               | Tipo | Publicación                              |
| ------------- | ---------------------------------------------------- | --- | ---------------------------------------- |
| 1992          | Gorka                                                | Serie con Sergi San Julián                                                                                    | Patxarán/Camaleón                        |
| 1993-1997     | Mondo Lirondo                                        | Tebeo con José Miguel Álvarez, Ismael Ferrer y Álex Fito.                                                     | Cameleón                                 |
| 1995-1996     | Paco's Bar                                           | Serie | El Jueves                                |
| 1995          | Historias de Ciudad Manga                            | Serie | Ryu                                      |
| 1995          | La Bruixa Matilde                                    | Serie | L'Infantil-Tretzevents                   |
| 1996-2014     | Tato, con moto y sin contrato                        | Serie | El Jueves                                |
| 1996          | Calavera Lunar                                       | Monografía | Camaleón                                 |
| 1997-2014     | Para ti que eres joven                               | Serie con Manel Fontdevila                                                                                    | El Jueves                                |
| 1998          | Cien cómics con aspirina                             | Monografía colectiva                                                                                          | Bayer                                    |
| 2000          | Almanaque extraordinario Bardín baila con la más fea | Monografía colectiva                                                                                          | Mediomuerto núm. 5                       |
| 2000          | Humor a todo tren                                    | Monografía colectiva                                                                                          | Renfe/El Jueves                          |
| 2004-2006     | Carlitos Fax                                         | Serie | Mister K                                 |
| 2012          | ¡Evasión o victoria! ¡Tarjeta roja a los traidores!  | Historieta de serial escrito por Hernán Migoya                                                                | "Nuevas Hazañas Bélicas" (Glénat España) |
| 2014          | 23 fotogramas por segundo                            | Recopilación de historietas publicadas en 2012 en 'El 50', diario del Festival Internacional de cine de Gijón | ¡Caramba! Ediciones                      |
| 2014-presente | ¡Universo!                                           | Cómic digital (recopilado más tarde en papel)                                                                 | Panel Syndicate                          |
| 2018          | El show de Albert Monteys                            | Recopilación de historietas de Orgullo y Satisfacción                                                         | Astiberri                                |
| 2020          | Matadero cinco                                       | Novela gráfica con Ryan North, basada en la obra de Kurt Vonnegut                                             | Astiberri                                |
| 2020          | Leyendas del recreo                                  | Álbumes independientes con El Hematocrítico                                                                   | Anaya                                    |